# Better Off Ted
Better Off Ted fue una serie de comedia de situación satírica creada por Victor Fresco, quien también hizo de productor ejecutivo. La serie se estrenó el 18 de marzo de 2009 en la ABC, concluyendo su emisión el 26 de enero de 2010.
Better Off Ted se centra en el protagonista principal, Ted Crisp (Jay Harrington), un padre soltero y un jefe muy respetado y querido de un departamento de investigación y desarrollo en el ficticio e inmoral conglomerado de Veridian Dynamics. Ted normalmente narra los eventos de la serie rompiendo la cuarta pared y dirigiéndose directamente a la audiencia como narrador en cámara de la serie. Los personajes secundarios incluyen a Veronica Palmer (Portia de Rossi), supervisora de Ted; Linda Zwordling (Andrea Anders), compañera de trabajo; su hija Rose (Isabella Acres) y los científicos de laboratorio Phillip Myman (Jonathan Slavin) y Lem Hewitt (Malcolm Barrett).
La serie recibió elogios de la crítica, alabando especialmente su humor ingenioso y satírico. Su segunda temporada tiene una puntuación de 84 sobre 100 en Metacritic. Sin embargo, a pesar de tener críticas tan positivas, el estreno de la serie sólo atrajo a 5,64 millones de espectadores y continuó teniendo una audiencia sumamente baja. A pesar del escepticismo que muchos manifestaron sobre si la serie regresaría, la serie fue renovada para una segunda temporada. El 13 de mayo de 2010, la ABC canceló oficialmente la serie debido a bajos índices de audiencia. Los dos últimos episodios no se emitieron en los Estados Unidos, aunque pueden visionarse en Netflix, Amazon Instant Video, Bazar Xbox Live e iTunes.

## Concepción

### Origen
Victor Fresco, creador de la serie, ha aludido a su nueva paternidad como fuente de inspiración para la serie. En una entrevista con la NPR, habló de cómo tener un hijo despertó su interés por desarrollar un programa sobre la desconexión entre la vida pública y personal de una persona, por ejemplo cómo los padres enseñan a sus hijos a ser morales pero trabajan para grandes corporaciones. Según Fresco, Ted Crisp es padre soltero y su hija le sirve de brújula moral. Fresco dijo que, puesto que ha trabajado para varias grandes compañías, no basó Veridian Dynamics en ninguna sociedad específica. El nombre del programa se basó en la idea de que una persona es mejor si es Ted, básicamente la persona promedio quiere ser Ted. Fresco ha declarado que el título de la serie no le entusiasmaba, pero que en ningún momento dijo de cambiarlo.

### Casting

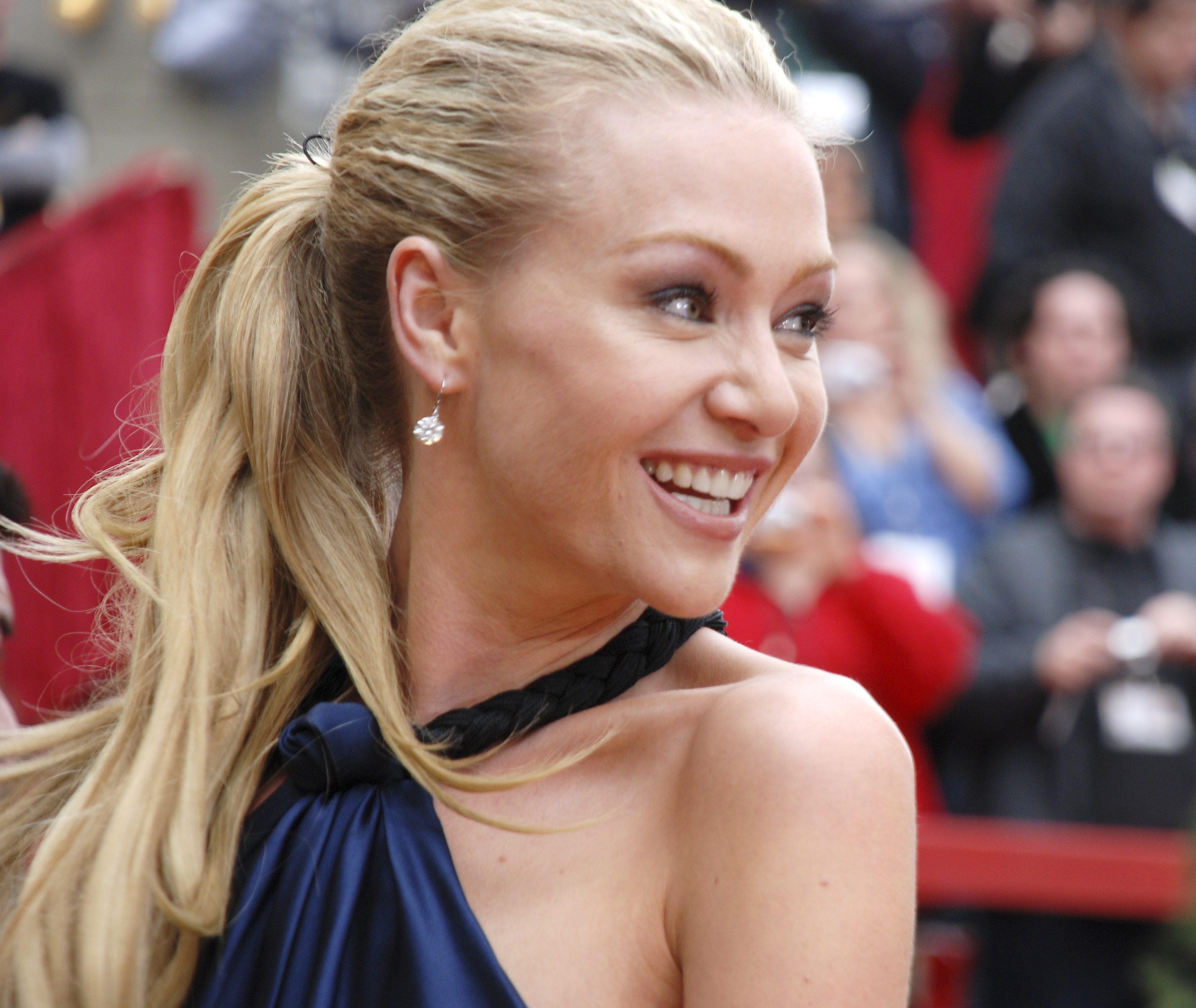
Fresco estaba convencido de que Portia de Rossi (en la imagen) era perfecta para el papel de Verónica Palmer.

Fresco y su equipo trabajaron con bastante rapidez en el proceso de selección de los actores. "No tienes mucho tiempo para hacer castings y, por desgracia, pienso que es la cosa más importante en la serie" dice Fresco "un buen reparto puede salvar un material mediocre, pero el mejor material del mundo no puede salvar un reparto mediocre. En el casting creo que tuvimos mucha suerte con los cinco actores principales".
Fresco le propuso a Jonathan Slavin, con quien había trabajado anteriormente en la comedia Andy Richter Controls the Universe, para interpretar el papel de Phil. Siendo un fan del trabajo de Slavin, pensó que sería genial para el papel. Andrea Anders, quien a Fresco le había encantado en su papel en The Class, y Malcolm Barrett fueron elegidos respectivamente para los papeles de Linda y Lem. Portia de Rossi debatió con Fresco sobre el papel de Verónica. Fresco vio durante la reunión que De Rossi estaba completamente convencida de que el papel era perfecto para ella y que ella había nacido para interpretarlo. Pensó que De Rossi encajaba en el papel y la seleccionó. Cuando se le preguntó lo que le atrajo del personaje, De Rossi respondió: "Me siento atraída por las mujeres fuertes". De Rossi además continuó diciendo, "en cierto modo tuve que insistirle [a Fresco]. Le dije que había interpretado a un personaje que tenía cualidades similares, muy impulsada por trabajar, fuerte, insensible, un poco fría. Tuve que convencerlo de que podía interpretar a este personaje bien y que podría interpretar a un personaje de esta naturaleza". Jay Harrington fue la primera persona con la que Fresco habló para tratar de elegir a alguien que interpretase a Ted Crisp. Aunque a Fresco le gustaba Harrington, decidió ver a más actores antes de seleccionar a alguien. Después de cinco semanas, Harrington fue elegido para el papel.

### Argumento
Better Off Ted gira en torno al concepto de personajes que trabajan para una estereotípica empresa malvada. La empresa, Veridian Dynamics, experimenta en sus empleados, tuerce la verdad, y no se detendrá ante nada para lograr sus objetivos. En la serie se menciona que Veridian ha influido en las elecciones presidenciales, creado pandas y robots asesinos, calabazas que sirven de armas, y que sólo quedan tres gobiernos en el mundo que son más poderosos que Veridian. Aunque no es promovido como tal, y rara vez es el centro de las historias, las frecuentes referencias de la serie a tecnologías futuristas, robots asesinos, computadoras sensibles, etc, sitúa a Better Off Ted, al menos parcialmente, en el género de la ciencia ficción.
Los personajes son plenamente conscientes de la naturaleza de Veridian y, a menudo, tratan de manipular el sistema con el fin de impedir que les sucedan cosas malas (y a veces para mitigar los efectos nocivos de algunos de los proyectos de Veridian). También son conscientes de los posibles beneficios que la empresa puede obtener a pesar de las consecuencias de sus acciones, como el intento de la compañía para contratar a la madre de Lem, o la creación de la compañía de bombillas perfumadas con defectos conocidos. Gran parte de la comedia de la serie proviene de la navegación de los personajes en estas áreas moralmente ambiguas.
Jay Harrington, quien en la serie interpreta a Ted Crisp, actúa al mismo tiempo como personaje principal y como narrador a cámara. A lo largo de la serie, él rompe la cuarta pared y habla directamente a los espectadores, ofreciendo información privilegiada y observaciones, mientras que la acción continúa a su alrededor. Otro elemento de la trama consiste en el uso de anuncios falsos de Veridian Dynamics, temáticamente relacionados con episodios individuales y colocados al final o al principio de auténticos cortes comerciales en todos excepto en un par de episodios.

## Reparto
- Jay Harrington como Theodore Margaret "Ted" Crisp.
- Portia de Rossi como Veronica Palmer.
- Andrea Anders como Linda Katherine Zwordling.
- Jonathan Slavin como Dr. Philip "Phil" Myman.
- Malcolm Barrett como Dr. Lem Hewitt
- Isabella Acres como Rose Crisp.

## Recepción

### Respuesta de la crítica
Los críticos han elogiado el humor ingenioso y satírico de Better Off Ted, así como su reparto. Según Metacritic, que asigna una calificación en una escala de 0 a 100 a los comentarios de los principales críticos, la primera temporada de la serie tiene una puntuación de 68 sobre 100, lo que indica "críticas generalmente favorables", basado en 21 opiniones. Misha Davenport del Chicago Sun-Times escribió críticas favorables sobre la serie, comparando a sus personajes con los de la muy aclamada Arrested Development. Linda Stasi del New York Post dio a la serie tres estrellas y media de un total de cuatro, elogiando el reparto y simplemente refiriéndose a ella como «una comedia muy divertida». Ken Tucker de Entertainment Weekly dio a la serie un B+, afirmando que «Better Off Ted es sin duda la serie más original desde hace mucho». Robert Bianco de USA Today se refirió a la serie como «de buen reparto y de razonablemente entretenida».
Después de regresar en su segunda temporada, la serie fue incluso aún más aclamada y fue considerada por algunos críticos como una gran mejora con respecto a la primera temporada. En Metacritic posee una puntuación de 84 sobre 100, que indica "aclamación universal", basado en 11 opiniones. Linda Stasi del New York Post dio a la segunda temporada de la serie una puntuación perfecta, calificándola de «hilarante y aún más divertida este año que el pasado». Tim Goodman del San Francisco Chronicle también le dio a la segunda temporada de show una puntuación perfecta, elogiando el regreso la serie, diciendo que «por fin hay algo bueno (y divertido) los martes por la noche». Ken Tucker de Entertainment Weekly dio a la segunda temporada un A-, afirmando que «Gracias a dios Better Off Ted ha regresado intacto. Me encanta todo de esta serie, desde la entrega de Jay Harrington of Ted's straight-man lines con postura forzada de WASP a las críticas directas de la serie al capitalismo corporativo».

### Audiencia
El episodio piloto de la serie consiguió un promedió total de 5,64 millones de espectadores, que la convirtió en el estreno de comedia de la ABC con más bajos índices de audiencia desde 2005. La primera temporada de la serie continuó experimentando tanto una disminución como una fluctuación suave en las audiencias, obteniendo tan sólo 2,41 millones de espectadores en el capítulo de final de temporada. Tras ser renovada, la segunda temporada de la serie se estrenó con unos escasos 3,82 millones de espectadores.

### Elogios
En TV.com, la asistente editorial Anna Hiatt incluyó el programa en la lista de la página web de las mejores series de televisión de 2009 (The Best TV Shows of 2009). Josh Bell, un escritor de About.com, la clasificó como la segunda serie en su lista de mejores comedias televisivas de 2010 (The Best TV Comedies of 2010). En 2009, la serie fue nominada para el Ewwy Award a la Mejor Serie de Comedia.

## Cancelación
La ABC canceló oficialmente la serie el 13 de mayo de 2010. En una entrevista para el New York Magazine se le preguntó al creador del programa, Victor Fresco, por qué pensaba que la serie no tuvo éxito. Él respondió: "Creo que no fue suficientemente conocida. No es que hubiese muchos espectadores y después los perdiéramos. En todo caso, estábamos haciéndonos con la audiencia lentamente, pero para mí que la manera en que funciona la televisión es gastando mucho dinero en publicidad y promoción, o si no hay que mantener la serie en su sitio durante un largo período de tiempo y que la audiencia llegue lentamente. Y no creo que tuviéramos ninguna de esas cosas". Fresco también agregó: "todavía siento que hay un público para la serie ahí fuera, porque sé que a la gente que le gustó le gustó mucho".
Cuando fue cancelada, dos episodios de Better Off Ted aún no se habían emitido en la ABC. El 27 de mayo de 2010, la cadena anunció que el 17 de junio de 2010 emitiría los dos episodios seguidos, siempre y cuando las finales de la NBA 2010 no necesitasen un séptimo partido. Al final, sin embargo, se necesitó un séptimo partido y, por lo tanto, la ABC no emitió los dos últimos episodios de la serie.